# Copestylum simile
Copestylum simile är en tvåvingeart som beskrevs av Giglio-tos 1892. Copestylum simile ingår i släktet Copestylum och familjen blomflugor. Inga underarter finns listade i Catalogue of Life.